# هيرويوكي إيناغاكي
هيرويُوكي إيناگَكي (باليابانية: 稲垣 博行) (24 أبريل 1970 في شيزوكا في اليابان – )؛ هو لاعب كرة قدم ياباني سابق كان يلعب كمدافع.

## وصلات خارجية
- هيرويوكي إيناغاكي على موقع رابطة كرة القدم اليابانية للمحترفين (اليابانية)
- هيرويوكي إيناغاكي على موقع عالم كرة القدم.نت (الإنجليزية)